# Stora Sundsjön (Kyrkhults socken, Blekinge)
Stora Sundsjön är en sjö i Olofströms kommun i Blekinge och ingår i Skräbeåns huvudavrinningsområde.